# سفارة روسيا في كمبوديا
سفارة روسيا في كمبوديا هي أرفع تمثيل دبلوماسي لدولة روسيا لدى كمبوديا. تقع السفارة في بنوم بنه وهي تهدف لتعزيز المصالح الروسية في كمبوديا.

## وصلات خارجية
- الموقع الرسمي
- قائمة سفارات روسيا
- قائمة السفارات في كمبوديا